# 布呂爾巴赫河

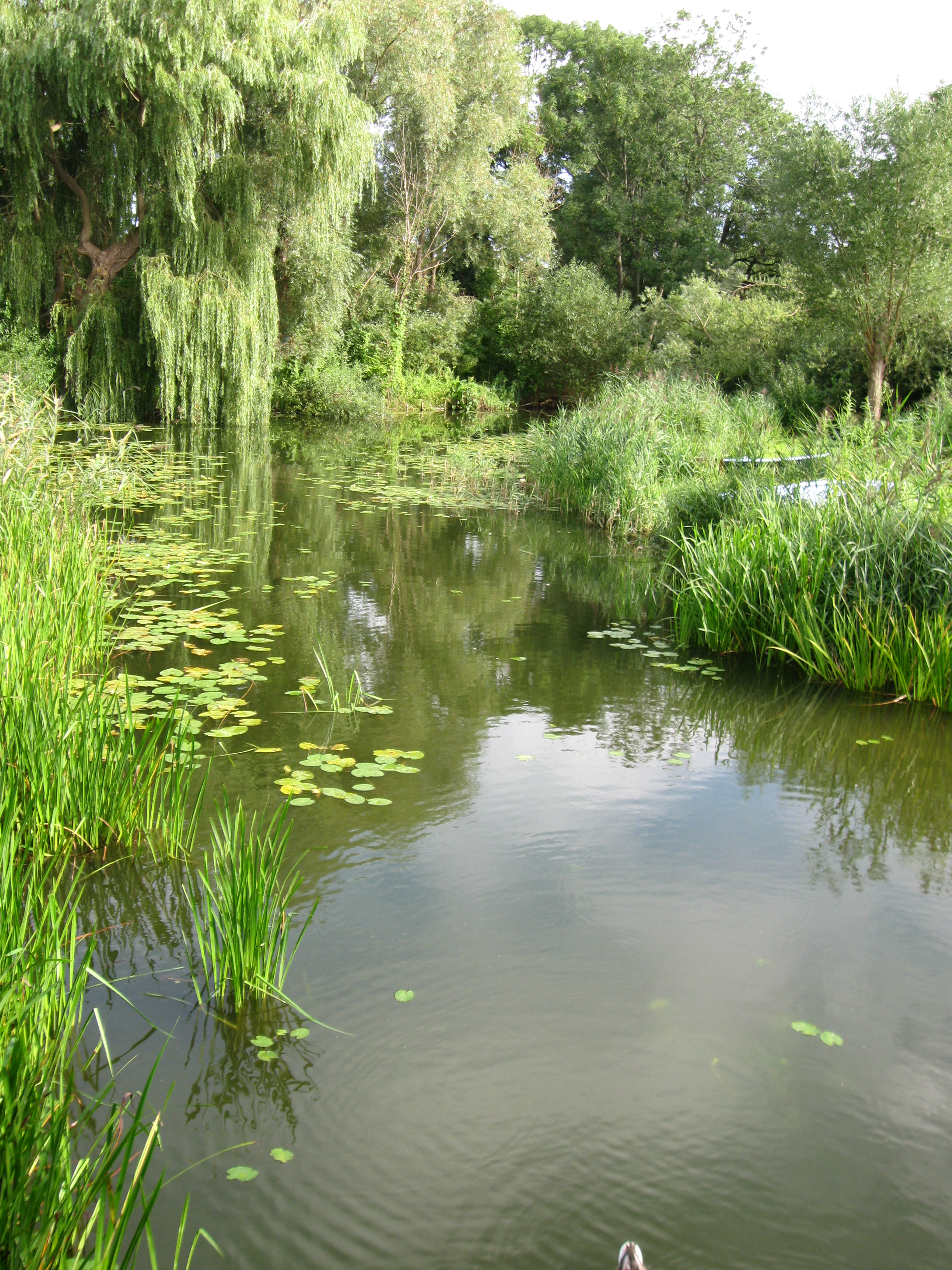
布呂爾巴赫河

布呂爾巴赫河（德語：Brüeler Bach），是德國的河流，位於該國東北部，由梅克倫堡-前波美拉尼亞州負責管轄，屬於瓦爾諾河的支流，流域面積310平方公里，河口處在魏滕多夫。